# Iglesia de Santa María del Castillo de Claramunt
La iglesia de Santa María del Castillo de Claramunt es una iglesia románica en ruinas construida a mediados del siglo XI situada al mediodía del recinto amurallado del castillo de Claramunt, en el término municipal de La Pobla de Claramunt.

## Historia
La primera noticia que se conserva del conjunto del castillo de Claramunt data del 978, en una bula del papa Benedicto VII al obispo de Vich Fruià de Osona en la que se detallaban los términos vecinos de los castillos de Montbui y de Tous, entre los que se encontraba Claramunt. Desde 990 se conservan diferentes documentos que hacen referencia a la donación de tierras y legados a la iglesia. En el año 1404 y 1421 durante la visita de los obispos Joan Armengol y Francesc Climent Sapera, respectivamente , se anotó la necesidad de reparar la bóveda del tercer ábside y del campanario.
Durante el verano de 1463, durante la Guerra Civil Catalana, el conjunto del castillo fue derribado a petición del consejo de Igualada, aliado de la Generalidad de Cataluña, ya que este estaba en manos de los condes de Cardona, que apoyaban a Juan II. Durante este periodo el culto y la imagen de la Virgen de la Leche fue trasladado la capilla de la Trinidad en el núcleo urbano de La Pobla de Claramunt. Terminada la guerra los feligreses se negaron a devolverle las funciones parroquiales.
En el año 1484 ya se había reconstruido el castillo, aunque de la iglesia sólo se reconstruyeron las dos naves correspondientes a los dos ábsides que se habían mantenido durante el derribo. El culto fue abandonado definitivamente en 1606, aunque el año 1754 Benedicto XIV concedió desde el patio del castillo la indulgencia plenaria en la bendición del término durante la fiesta de la Santa Cruz, el 3 de mayo, que actualmente se denomina «Aplec de la Santa Cruz» y se celebra el primero de mayo.

## Arquitectura
La iglesia es de estilo románico lombardo con planta basilical, compuesta por tres naves terminadas en bóveda de cañón. Las naves están en dirección al este con tres ábsides de planta semicircular, de los cuales sólo se conservan dos. Los ábsides están construidos con sillar pequeño de travertino, decorados al exterior con un friso de arcos dobles ciegos en tres paneles, entre las lesenas.
En 1983 el Servicio del Patrimonio Arquitectónico de la Generalidad de Cataluña llevó a cabo un proyecto de consolidación y refuerzo de las cubiertas de los ábsides y la reconstrucción del arco preabsidial.